# Saint-Vincent-Cramesnil
 Saint-Vincent-Cramesnil  es una población y comuna francesa, en la región de Alta Normandía, departamento de Sena Marítimo, en el distrito de Le Havre y cantón de Saint-Romain-de-Colbosc.

## Demografía
| 277 | 279 | 314 | 390 | 466 | 501 |
| Para los censos de 1962 a 1999 la población legal corresponde a la población sin duplicidades (Fuente: INSEE [Consultar]) |     |     |     |     |     |